# Carex alsophila
Carex alsophila är en halvgräsart som beskrevs av Ferdinand von Mueller. Carex alsophila ingår i släktet starrar, och familjen halvgräs.
Artens utbredningsområde är Victoria i Australien. Inga underarter finns listade i Catalogue of Life.